# Sluhy
Sluhy (deutsch Sluha) ist eine Gemeinde in Tschechien. Sie liegt 16 Kilometer nördlich des Stadtzentrums von Prag und gehört zum Okres Praha-východ.

## Geographie
Sluhy befindet sich auf der Böhmischen Tafel in der Talmulde des Mratínský potok.
Nachbarorte sind Mratín im Norden, Kostelec nad Labem im Nordosten, Veliký Brázdim im Osten, Starý Brázdim und Nový Brázdim im Südosten, Veleň im Süden, Hovorčovice im Südwesten sowie Měšice im Nordwesten.

## Geschichte
Die erste schriftliche Erwähnung von Sluhy stammt aus dem Jahre 1238. Es wird angenommen, dass das Dorf und die Kirche St. Adalbert zwischen 967 und 999 angelegt wurden. In der Mitte des 13. Jahrhunderts war Sluhy zwischen dem Vyšehrader Kapitel, dem Dekanat auf der Prager Burg, Bischof Johann III. und dem Vladiken Petr von Kalich aufgeteilt. Bei den Machtkämpfen zwischen König Wenzel I. und seinem Sohn Ottokar II. wurde um 1248 die Kirche zerstört.
Im Jahre 1266 gehörte das Dorf dem Dekan des Prager Domkapitels St. Veit, Přibyslav von Sluhy. Er trug die Kosten für den zwischen 1270 und 1271 erfolgen Wiederaufbau der Kirche und die Errichtung eines prächtigen Kirchturmes. Bischof Johann III. schenkte 1271 die Zehnteinnahmen des Dorfes dem Kloster Aula regia. Im 14. Jahrhundert teilte Erzbischof Ernst von Pardubitz die Kirche dem Dekanat Brandejs zu. Zum Sprengel gehörten neben Sluhy die Dörfer Mratín sowie Velký und Malý Brázdim. Seit 1390 ist die Feste nachweisbar, deren Besitzer die Rittergeschlechter Cidlinský und Hubojedský von Sluhy waren. 1458 folgten die Služský von Chlum und ab 1495 die Myškov von Žlunice. Danach wechselten sich Adlige und Prager Patrizier als Grundherren ab. Zu ihnen gehörte der Prager Bürger Mikuláš Karyk Řezna, der den Besitz 1586 seinem Schwager Wenzel Sturm von Hirschfeld vermachte.

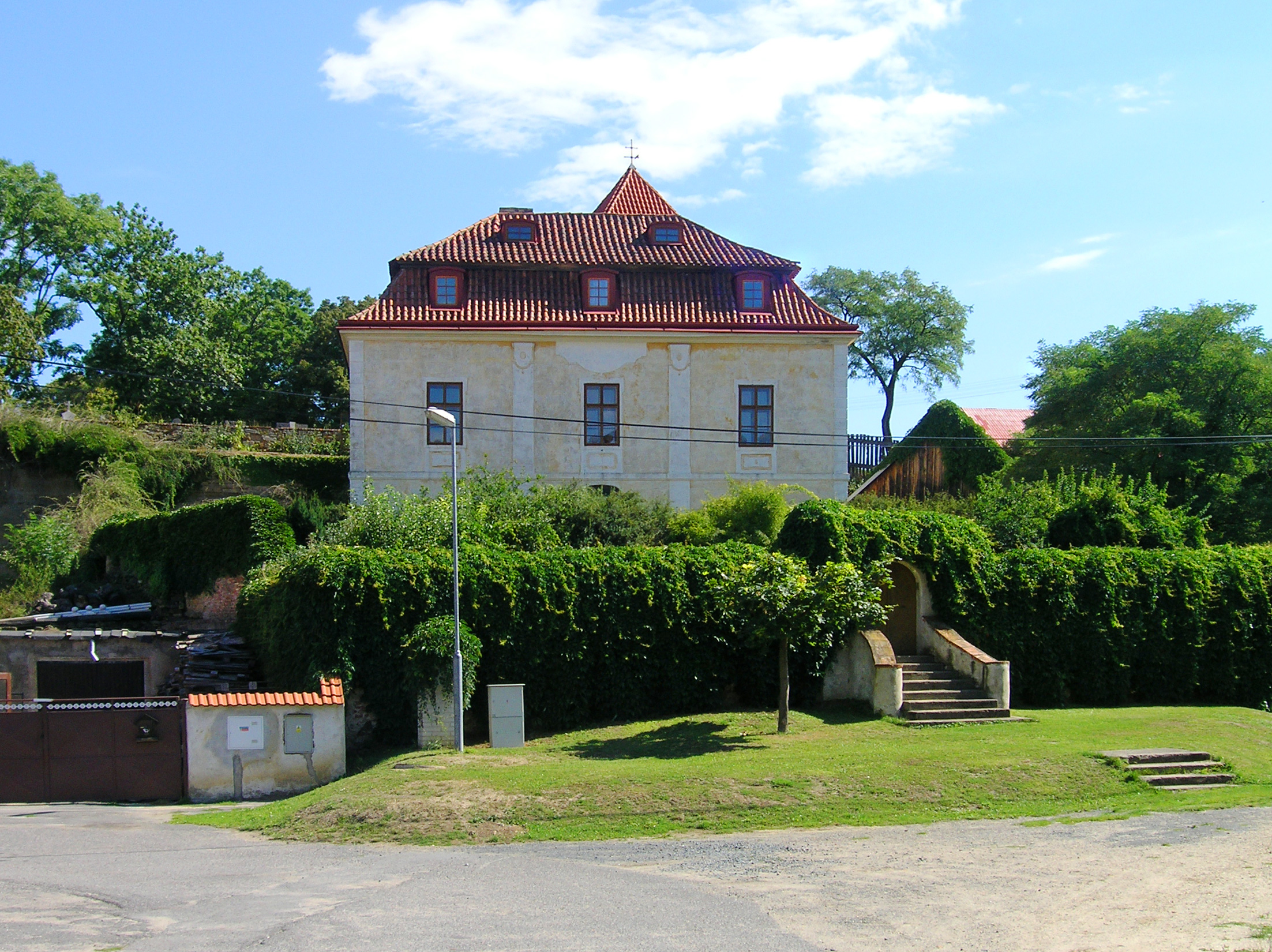
Das Pfarrhaus

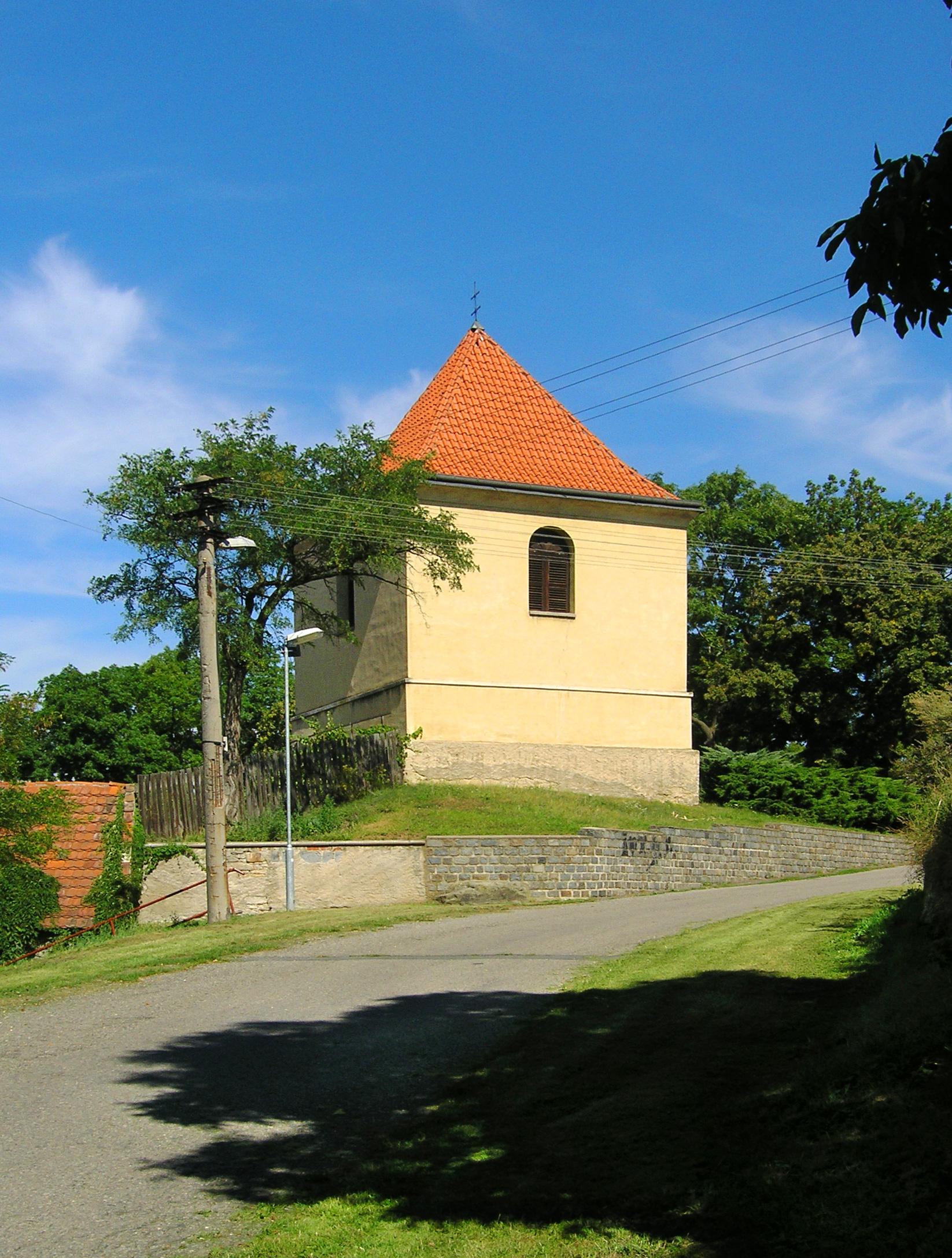
Der Glockenturm

Besitzerin des aus 18 Gehöften bestehenden Dorfes war 1615 Sabina Finck von Panten, drei weitere Anwesen waren Georg Brückner von Bruckstein untertänig. 1617 kaufte Ernfried von Berbisdorf Sluhy. Der Forstmeister der Herrschaft Pardubice wirkte 1618 am Prager Fenstersturz mit und schoss den drei Defenestrierten erfolglos hinterher. Sein Besitz wurde nach der Schlacht am Weißen Berg konfisziert und an die Jesuiten bei St. Klement in der Prager Altstadt verkauft. Diese veräußerten das Dorf 1623 an Georg Benedikt Beník von Petersdorf. Dessen Nachkommen verkauften Sluhy an den Prager Bürger Jan Dominik de Paula z Poli. 1628 wurde die Kirche dem Dekanat Kostelec zugeordnet. 1639 vernichteten die Schweden die Feste. 1656 kaufte Jan Anton Losy von Losinthal die Güter und schloss sie der Herrschaft Ctěnice an. Ihm folgte sein Sohn Johann Anton Losy von Losinthal und dessen Sohn Adam Philipp, mit dem das Geschlecht 1781 im Mannesstamme erlosch. Unter Adam Philipp Losy von Losinthal wurde die Kirche 1773 zur Pfarrkirche erhoben und 1780 das Pfarrhaus errichtet. Die Witwe Ernestine Losy verkaufte alle Güter an Joseph-Niklas zu Windisch-Graetz. 1803 veräußerte Maria Franziska Leopoldine zu Windisch-Graetz Sluhy an Franz und Johann von Donath. 1841 kaufte Erwein Maria von Nostitz-Rieneck auf Měšice die Güter und schlug sie der Herrschaft Pakoměřice zu.
Nach der Aufhebung der Patrimonialherrschaften bildete Sluha ab 1850 eine Gemeinde im Bezirk Karlín. 1906 wurde sie dem Bezirk Brandýs nad Labem zugeordnet. 1920 erfolgte die Änderung des Gemeindenamens in Sluhy. Seit 1961 gehört Sluhy zum Okres Praha-východ.

## Sehenswürdigkeiten
- Kirche St. Adalbert, der ursprünglich romanische Bau wurde im Jahre 1270 gotisch umgestaltet. Im 18. Jahrhundert erfolgte eine Barockisierung. In der Kirche befindet sich u. a. die Grabtafel der 1618 verstorbenen Gräfin Margarethe von Miltitz, geborene Hirschberger von Königshain.
- Glockenturm aus dem Jahre 1698
- Pfarrhaus, erbaut 1780